# 豊里村 (埼玉県)
豊里村（とよさとむら）は埼玉県大里郡にかつて存在した村である。
村域は大部分が現在の深谷市であるが、2010年の埼玉・群馬県境変更で大字高島の一部は群馬県太田市の一部になっている。

## 地理
- 河川：利根川、小山川

## 歴史
- 1889年（明治22年）4月1日 - 町村制施行により伴い、榛沢郡新会村・手計村が成立する。
  - 新会村 ← 新戒村，成塚村，高島村
  - 手計村 ← 上手計村，下手計村，大塚村，血洗島村，横瀬村，町田村，南阿賀野村，北阿賀野村
- 1890年（明治23年）3月28日 - 手計村が八基村と改称する。
- 1896年（明治29年）3月29日 - 榛沢郡が大里郡・幡羅郡・男衾郡と統合し、大里郡となる。
- 1954年（昭和29年）11月3日 - 新会村・八基村が合併し、新たに豊里村が成立する。
- 1955年（昭和30年）1月1日 - 中瀬村と合併し、新たに豊里村が成立する。
- 1973年（昭和48年）4月1日 - 深谷市に編入される。
- 2010年（平成22年）3月1日 - 深谷市大字高島の一部が群馬県太田市へ編入される。（越境合併）

## 出身有名人
- 渋沢栄一 - 村内の血洗島が生家の地である。